# Kekäle
Kekäle är ett finländskt familjeföretag och modekedja som säljer kläder. 
Företaget grundades i Joensuu år 1957. Kekäle-butiker finns i elva städer i Finland: Helsingfors, Joensuu, Jyväskylä, Kides, Lahtis, Sankt Michel, Uleåborg, Reso, Tammerfors, Vanda och Villmanstrand. Joonas Kekäle är företagets verkställande direktör sedan 2015.